# Trilogia Duncan
A Trilogia Duncan é uma série de filmes mudos de curta-metragem estadunidense. Todas as sequencias são datadas de 1891, dirigidas pelo pioneiro do cinema William K.L. Dickson para a Edison Manufacturing Company (o lendário Edison Studios só foi criado no ano seguinte), de Thomas Edison, e protagonizadas por James C. Duncan, que empresta seu nome à trilogia. 

## Sequencia dos filmes
1. Duncan Smoking - Mostra Duncan fumando. Atualmente encontra-se desaparecido. [1][2]
2. Duncan and Another, Blacksmith Shop - apresenta um incidente em uma loja de ferragens entre Duncan e outro personagem cujo nome perdeu-se no tempo. Foi uma das duas produções mais nomeadas no 1º Illo Tempore Film Awards, festival dedicado a filmes clássicos, que no ano de 2003 dedicou-se a premiar filmes de 1891.[3][4]
3. Duncan or Devonald with Muslin Cloud - Na última parte da trilogia, é apresentada uma curta cena em que uma ambiguidade interessante é criada entre os atores Fred C. Devonald e James C. Duncan em uma relação com uma nuvem de musselina. O filme tenta ir além do puro estilo documental das primeiras produções e introduz o elemento da história.